# Yeniboyundurcak, Hanönü
Yeniboyundurcak là một xã thuộc huyện Hanönü, tỉnh Kastamonu, Thổ Nhĩ Kỳ. Dân số thời điểm năm 2008 là 100 người.